# قائمة اليابانيين الحاصلين على جائزة نوبل

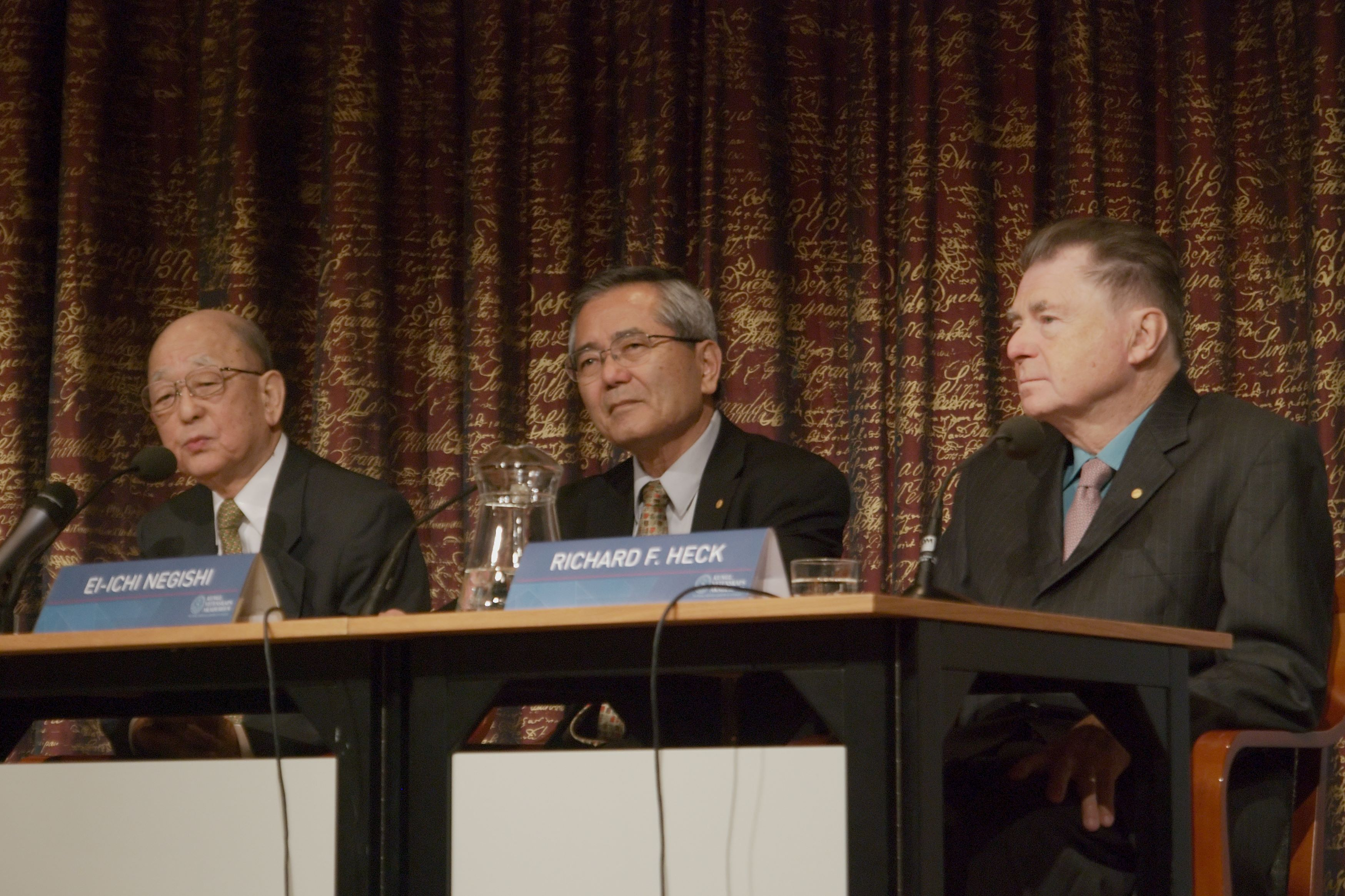
أي إيتشي نيجيشي وأكيرا سوزوكي عام 2010.

منذ عام 1949 كانت هناك خمسة وعشرين جائزة من جوائز نوبل من نصيب أشخاص يحملون الجنسية اليابانية
وتشمل هذه الجوائز الأشخاص الذين ولدوا في اليابان. جائزة نوبل هي جائزة نقدية دولية مقرها السويد. جائت فكرة الجائزة عام 1895 من قبل المخترع السويدي ألفريد نوبل. في عام 1901 تأسست الجائزة وكان هناك 5 مجالات تمنح فيها هذه الجائزة وهي :جائزة نوبل في الفيزياء، جائزة نوبل في الكيمياء، جائزة نوبل في الطب أو علم وظائف الأعضاء، جائزة نوبل في الأدب،وجائزة نوبل للسلام. في عام 1968 تم تأسيس جائزة إضافة وهي جائزة نوبل في العلوم الاقتصادية من قبل بنك السويد المركزي ولقد منحت الجائزة لأول مره عام 1969.
جوائز نوبل هي جوائز في التخصصات التي ذكرت أعلاه بالإضافة إلى جائزة في علم الاقتصاد وتعتبر جوائزة مرموقة ولها شهرة واسعة في جميع أنحاء العالم ويفوز بها الأشخص الذين كانت لهم إسهامات كبيره حسب مجال تخصصهم. يتكون الفائزين اليابانيين من عشر علماء في مجال الفيزياء، وسبعة علماء في مجال الكيمياء، وعالمين في مجال الأدب، وأربعة علماء في مجال علم وظائف الأعضاء أو الطب وعالم واحد في مجال السلام.
في القرن الحادي والعشرين وفي مجال العلوم الطبيعية تحديدا وصل اليابانيون المركز الثاني من ناحيه الحصول على جوائز من جائزة نوبل بعد الولايات المتحدة.

## الحائزين على الجوائز
| السنة | الحائزة على الجائزة | الحائزة على الجائزة           | المجال                    | سنة الميلاد والوفاة |
| ----- | ------------------- | ----------------------------- | ------------------------- | ------------------- |
| 1949  |                     | يوكاوا هيديكي                 | الفيزياء                  | 1907–1981           |
| 1965  |                     | شينيتشيرو توموناغا            | الفيزياء                  | 1906–1979           |
| 1968  |                     | ياسوناري كواباتا              | الأدب                     | 1899–1972           |
| 1973  |                     | ليو إساكي                     | الفيزياء                  | 1925–               |
| 1974  |                     | إيساكو ساتو                   | السلام                    | 1901–1975           |
| 1981  |                     | كينيتشي فوكوي                 | الكيمياء                  | 1918–1998           |
| 1987  |                     | سوسومو تونيغاوا               | علم وظائف الأعضاء أو الطب | 1939–               |
| 1994  |                     | كنزابورو أوي                  | الأدب                     | 1935–               |
| 2000  |                     | هيديكي شيراكاوا               | الكيمياء                  | 1936–               |
| 2001  |                     | ريوجي نويوري                  | الكيمياء                  | 1938–               |
| 2002  |                     | ماساتوشي كوشيبا               | الفيزياء                  | 1926–               |
| 2002  |                     | كويتشي تاناكا                 | الكيمياء                  | 1959–               |
| 2008  |                     | يويتشيرو نامبو (مواطن أمريكي) | الفيزياء                  | 1921–2015           |
| 2008  |                     | ماكوتو كوباياشي               | الفيزياء                  | 1944–               |
| 2008  |                     | توشيهيده ماساكاوا             | الفيزياء                  | 1940–               |
| 2008  |                     | أوسامو شيمومورا               | الكيمياء                  | 1928–               |
| 2010  |                     | أي إيتشي نيجيشي               | الكيمياء                  | 1935–               |
| 2010  |                     | أكيرا سوزوكي                  | الكيمياء                  | 1930–               |
| 2012  |                     | شينيا ياماناكا                | علم وظائف الأعضاء أو الطب | 1962–               |
| 2014  |                     | إيسامو أكاساكي                | الفيزياء                  | 1929–               |
| 2014  |                     | هيروشي أمانو                  | الفيزياء                  | 1960–               |
| 2014  |                     | شوجي ناكامورا (مواطن أمريكي)  | الفيزياء                  | 1954–               |
| 2015  |                     | ساتوشي أومورا                 | علم وظائف الأعضاء أو الطب | 1935–               |
| 2015  |                     | تاكاكي كاجيتا                 | الفيزياء                  | 1959–               |
| 2016  |                     | يوشينوري أوسومي               | علم وظائف الأعضاء أو الطب | 1945-               |
| 2017  |                     | كازوو إيشيغورو                | الأدب                     | 1954-               |
| 2018  |                     | تاسوكو هونجو                  | علم وظائف الأعضاء أو الطب | 1942-               |

## الحائزين على الجائزة ولهم علاقة باليابان
| السنة | الحائز على الجائزة | الحائز على الجائزة | المجال   | سنة الميلاد والوفاة |
| ----- | ------------------ | ------------------ | -------- | ------------------- |
| 1986  |                    | يوان تسي لي        | الكيمياء | 1936–               |
| 1987  |                    | تشارلز بيدرسن      | الكيمياء | 1904–1989           |